# Meloe nebulosus
Meloe nebulosus är en skalbaggsart som beskrevs av Champion 1891. Meloe nebulosus ingår i släktet Meloe och familjen oljebaggar. Inga underarter finns listade i Catalogue of Life.